# Vorselaar
Vorselaar är en kommun i Belgien.   Den ligger i provinsen Antwerpen och regionen Flandern, i den centrala delen av landet, 50 km nordost om huvudstaden Bryssel. Antalet invånare är 7 553. Vorselaar gränsar till Malle, Grobbendonk, Zandhoven, Herentals, Lille och Zoersel. 
Runt Vorselaar är det i huvudsak tätbebyggt. Runt Vorselaar är det tätbefolkat, med 476 invånare per kvadratkilometer. Kustklimat råder i trakten. Årsmedeltemperaturen i trakten är 10 °C. Den varmaste månaden är juli, då medeltemperaturen är 18 °C, och den kallaste är januari, med −2 °C.